# Деє (Іран)
Деє (перс. ديه) — село в Ірані, у дегестані Дабуй-є Джонубі, у бахші Дабудашт, шагрестані Амоль остану Мазендеран. За даними перепису 2006 року, його населення становило 237 осіб, що проживали у складі 60 сімей.

## Клімат
Середня річна температура становить 17,11 °C, середня максимальна – 31,18 °C, а середня мінімальна – 3,72 °C. Середня річна кількість опадів – 871 мм.
| Клімат поселення                              | Клімат поселення | Клімат поселення | Клімат поселення | Клімат поселення | Клімат поселення | Клімат поселення | Клімат поселення | Клімат поселення | Клімат поселення | Клімат поселення | Клімат поселення | Клімат поселення | Клімат поселення |
| Показник                                      | Січ.             | Лют.             | Бер.             | Квіт.            | Трав.            | Черв.            | Лип.             | Серп.            | Вер.             | Жовт.            | Лист.            | Груд.            |                  |
| Середній максимум, °C                         | 11,51            | 11,93            | 15,14            | 20,88            | 24,45            | 27,69            | 30,99            | 31,18            | 28,37            | 23,63            | 18,36            | 14,11            |                  |
| Середня температура, °C                       | 7,61             | 8,04             | 11,24            | 16,99            | 20,54            | 23,80            | 26,09            | 26,23            | 23,44            | 18,70            | 13,41            | 9,20             |                  |
| Середній мінімум, °C                          | 3,72             | 4,12             | 7,34             | 13,09            | 16,65            | 19,89            | 21,14            | 21,32            | 18,52            | 13,78            | 8,51             | 4,28             |                  |
| Норма опадів, мм                              | 94               | 71               | 61               | 29               | 25               | 23               | 23               | 52               | 94               | 152              | 130              | 117              |                  |
| Середньомісячна швидкість вітру, м/с          | 2.10             | 2.50             | 2.41             | 2.44             | 2.40             | 2.86             | 2.68             | 2.12             | 2.00             | 1.89             | 1.90             | 2.08             |                  |
| Середньомісячна сонячна радіація, кДж/м²·день | 8261             | 10379            | 12492            | 15762            | 19936            | 21880            | 21619            | 18750            | 15421            | 12027            | 9571             | 7775             |                  |
| --------------------------------------------- | ---------------- | ---------------- | ---------------- | ---------------- | ---------------- | ---------------- | ---------------- | ---------------- | ---------------- | ---------------- | ---------------- | ---------------- | ---------------- |
| Джерело:                                      |                  |                  |                  |                  |                  |                  |                  |                  |                  |                  |                  |                  |                  |